# University of the South Pacific
Die University of the South Pacific (USP; deutsch Universität des Südpazifiks) ist eine regionale Universität, welche zwölf Inselstaaten und Territorien im Südpazifik gehört. Neben Studenten aus den Pazifikstaaten studieren zunehmend Lernende aus der ganzen Welt an der USP. Die Universität ist auf die pazifische Inselregion spezialisiert. Die Forschungen der Universität erzielen vermehrt internationale Aufmerksamkeit.

## Fakultäten
Nach einer Umstrukturierung Anfang 2021 besteht die USP aus acht Fakultäten:
- School of Accounting, Finance and Economics (SAFE)
  - Accounting & Finanzen
  - Wirtschaftswissenschaft
- School of Business and Management (SBM)
  - Tourismus- und Hospitality Management
  - Management und Öffentliche Verwaltung
  - Landmanagement und Ländliche Entwicklung
  - Graduate School of Business
- School of Information Technologies, Engineering, Mathematics and Physics (STEMP)
  - Ingenieurwesen und Physik
  - Computing, Information & Mathematik
- School of Agriculture, Geography, Environment, Ocean and Natural Sciences (SAGEON)
  - Landwirtschaft & Lebensmitteltechnologie
  - Biologie & Chemie
  - Geographie, Geowissenschaft & Umwelt
  - Meereswissenschaft
- School of Law and Social Science (SoLaSS)
  - Rechtswissenschaft
  - Regierung, Entwicklung und Internationale Beziehungen
  - Sozialwissenschaften
- School of Pacific Arts, Communication and Education (SPACE)
  - Bildung
  - Sprachwissenschaft, Kunstwissenschaft & Medienwissenschaft
  - Oceania Centre for Arts, Culture & Pacific Studies
- Pacific TAFE (PTAFE)
  - College of Foundation Studies
  - College of Continuing Vocational Education and Training (CVET)
- Pacific Centre for Environment and Sustainable Development

## Geschichte
Die Idee einer regionalen Universität im Südpazifik wurde nach dem Zweiten Weltkrieg von Großbritannien und Neuseeland (später auch von Australien unterstützt) vorangetrieben. Die Universität wurde 1968 auf dem Gelände eines früheren Luftwaffenstützpunktes von Neuseeland in Suva, Fidschi, eröffnet. Die Hochschule wurde als Bildungsinstitution konzeptualisiert, wobei der Forschungsauftrag erst einmal zweitrangig war. Zu Anfangszeiten sollte die Universität vor allem zur industriellen Entwicklung – und damit zu ausgebildeten Arbeitskräften – in der pazifischen Inselregion beitragen.
Heute bietet die Universität einen breiten Fächerkatalog von Natur- und Sozialwissenschaften. Nebst der Ausbildung einer Vielzahl von Studenten aus verschiedenen Inselstaaten leistet die Einrichtung heute einen wichtigen Beitrag zur Erforschung von einer Vielzahl von Themen, welche für pazifische Inselstaaten relevant sind. Zu den bekanntesten Intellektuellen der Universität gehören u. a. Epeli Hau'ofa und Konai Helu Thaman. Der Hauptcampus namens Laucala Campus ist in der fidschianischen Hauptstadt Suva geblieben. Die regionale Universität gehört heute zwölf Inselstaaten und Territorien.

## Aufbau
Die USP wird von zwölf pazifischen Inselstaaten gemeinsam betrieben.
| Cookinseln     | Fidschi | Kiribati |
| Marshallinseln | Nauru   | Niue     |
| Salomonen      | Samoa   | Tokelau  |
| Tonga          | Tuvalu  | Vanuatu  |

In jedem dieser Staaten befindet sich ein Campus. Außerdem befindet sich die School of Law in Vanuatu und die School of Agriculture and Food Technology in Samoa. Die Verwaltung befindet sich in Suva, der Hauptstadt Fidschis.

## Finanzierung
Das Budget der USP wird neben den zwölf Betreiberstaaten vor allem durch Australien getragen. Am 13. Dezember 2005 wurde zwischen Vertretern der Universität und der australischen Regierung eine Vereinbarung unterzeichnet, nach der sich Australien mit 9,9 Mio. Australischen Dollar über die nächsten drei Jahre beteiligt. Außerdem gibt das Land etwa 2,5 Mio. Australische Dollar pro Jahr für Stipendien aus.

## Galerie

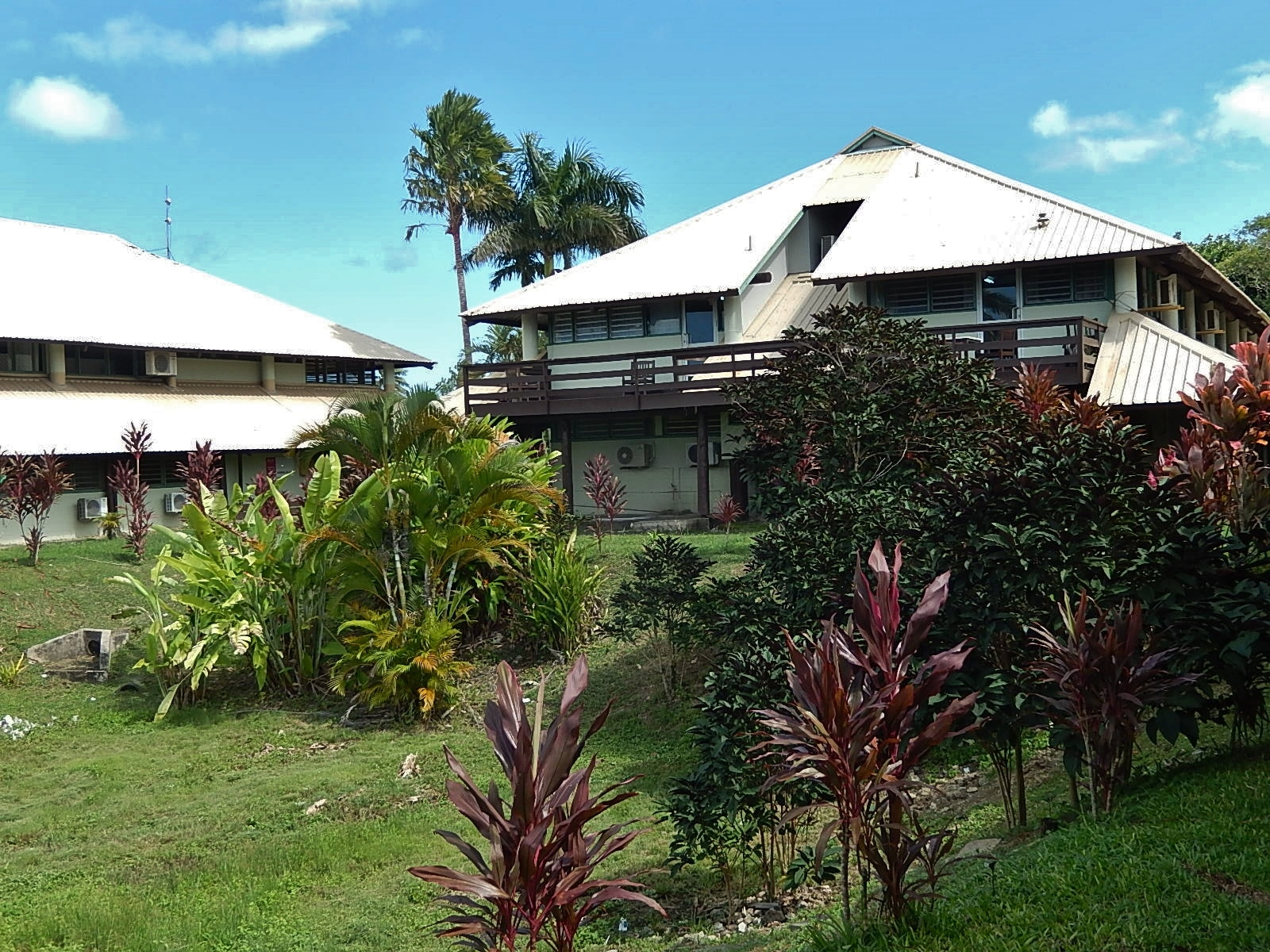
Campus in Suva, Fidschi
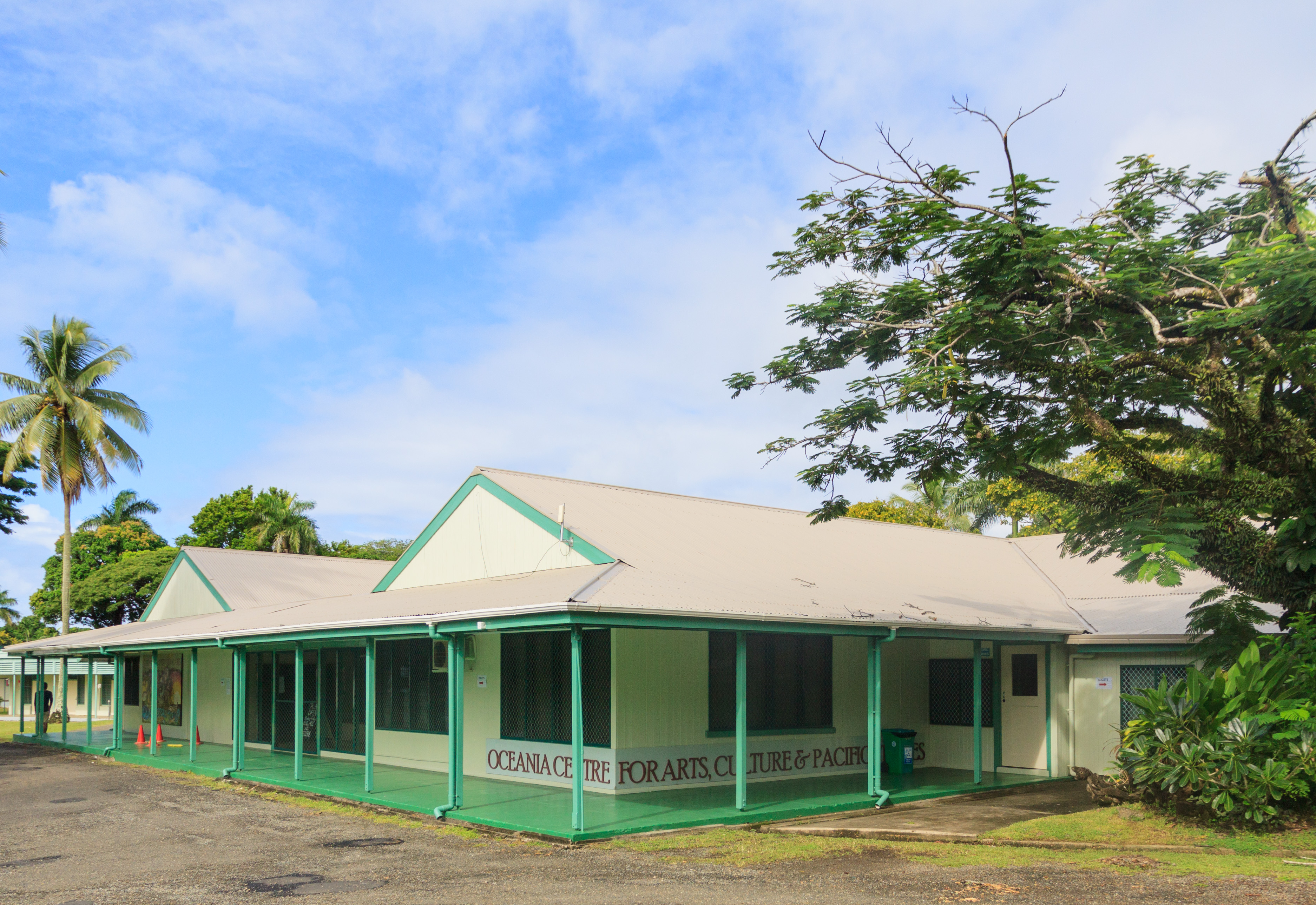
Campus in Suva, Fidschi
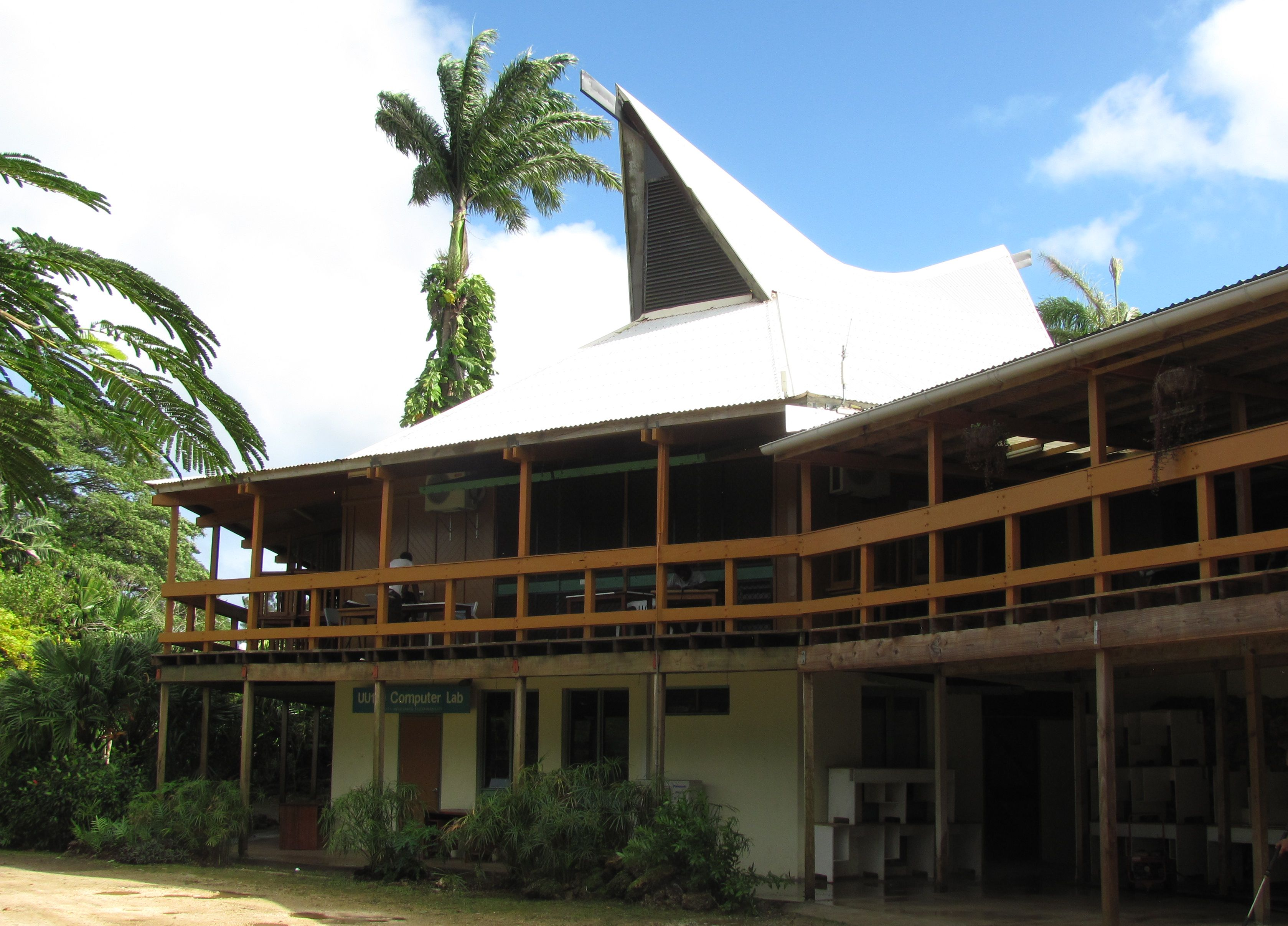
Campus in Port Vila, Vanuatu
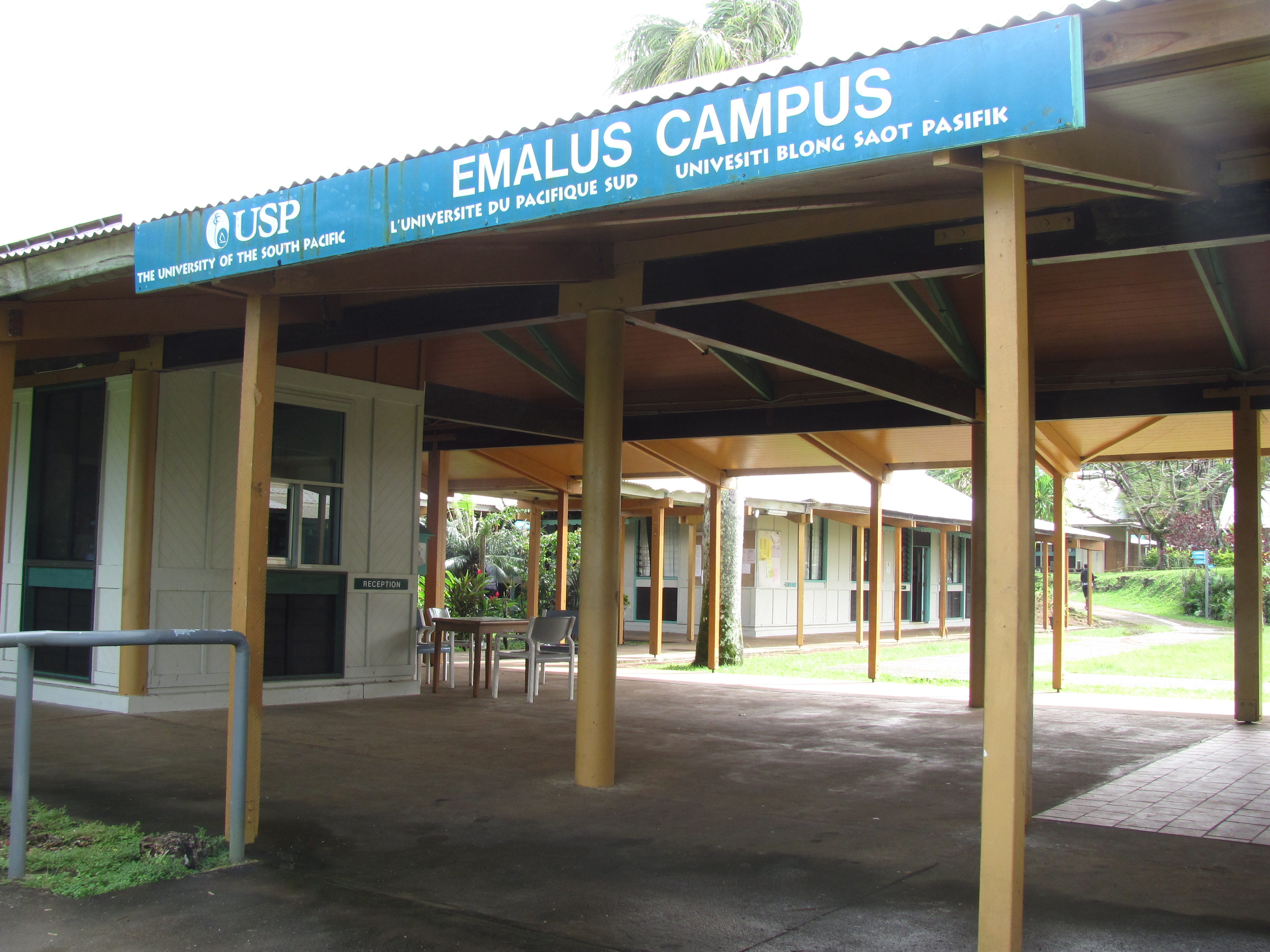
Campus in Port Vila, Vanuatu
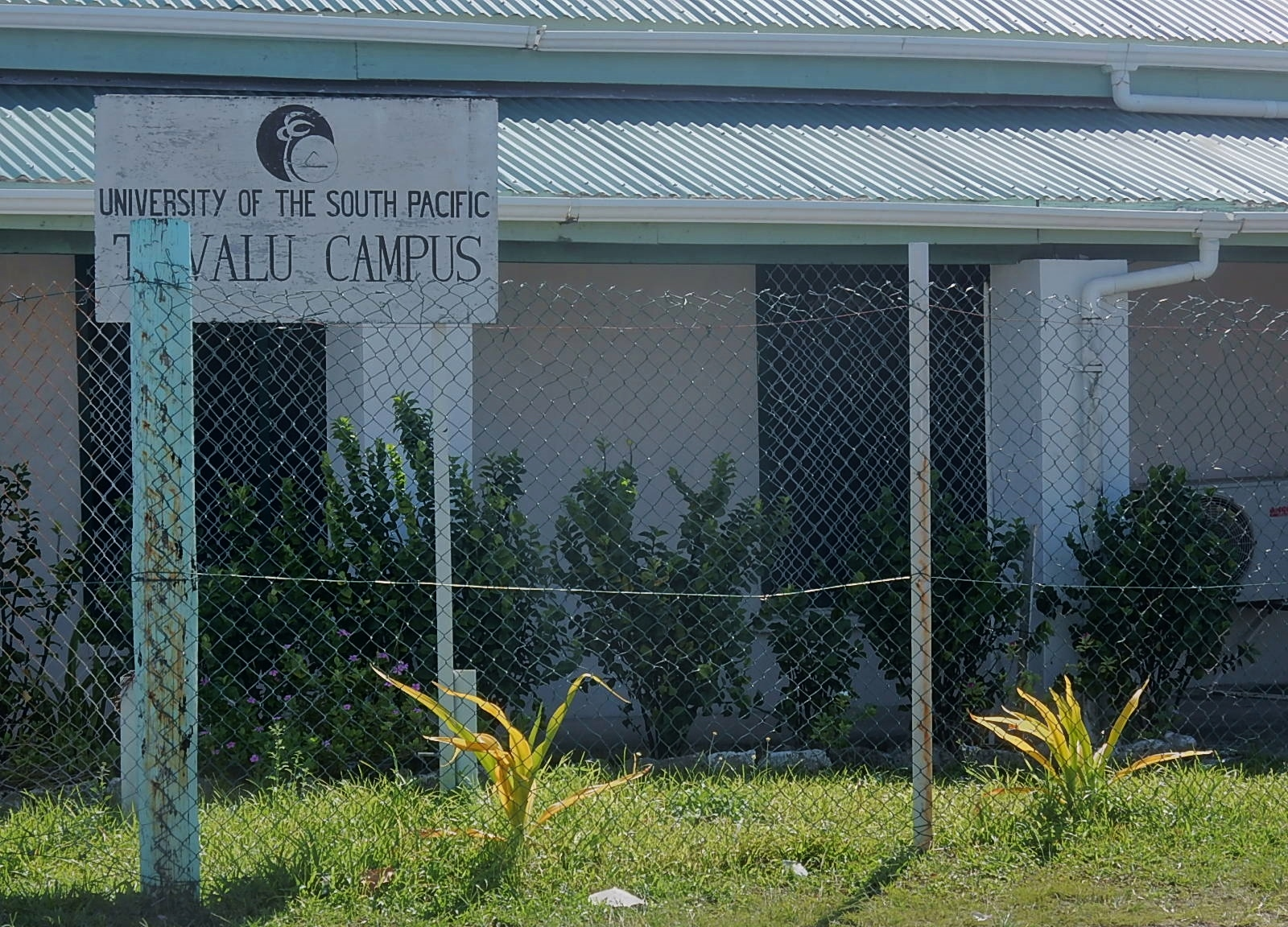
Campus Tuvalu in Funafuti
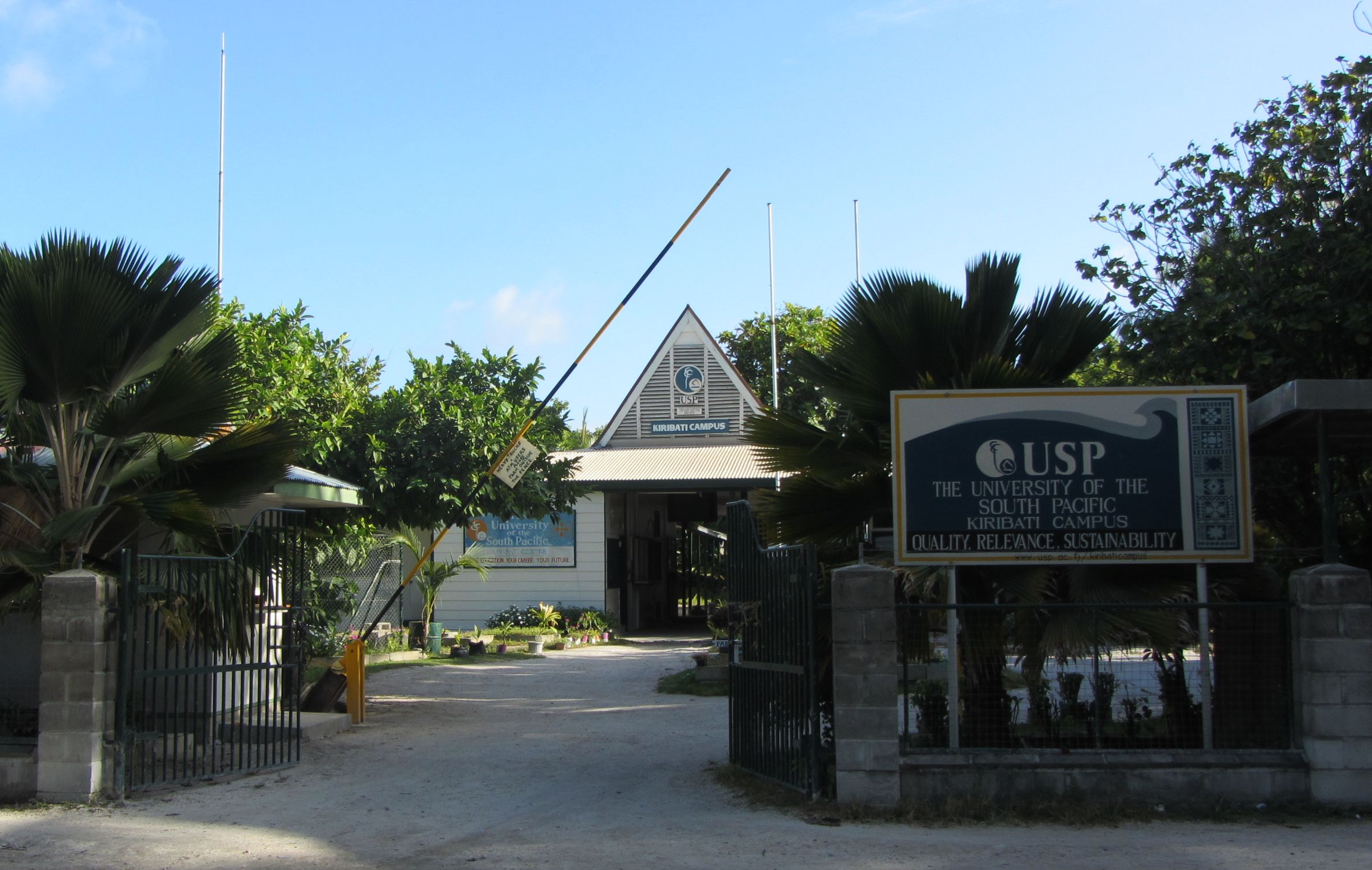
Campus Kiribati
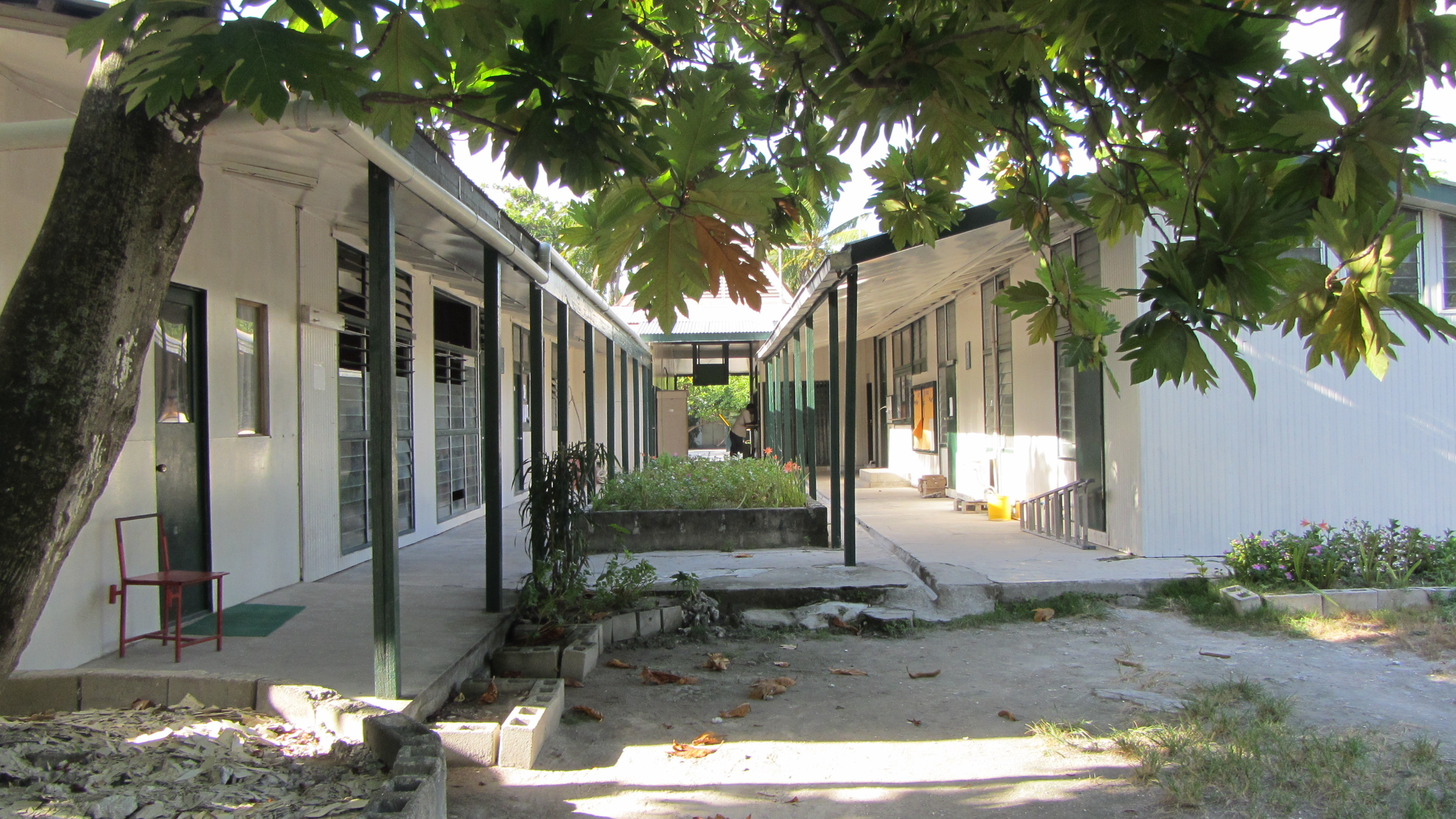
Campus Kiribati
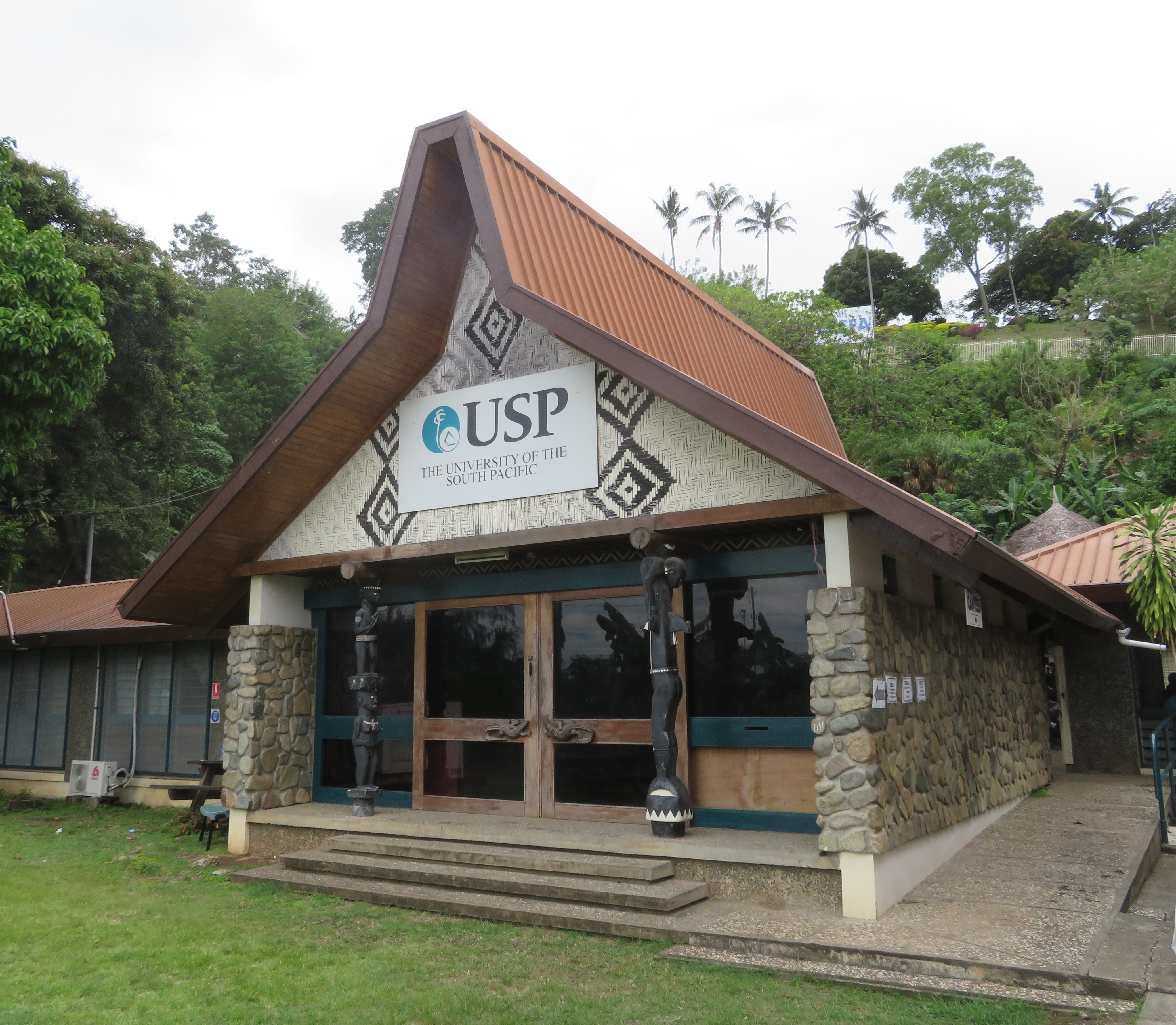
Campus in Honiara, Salomonen
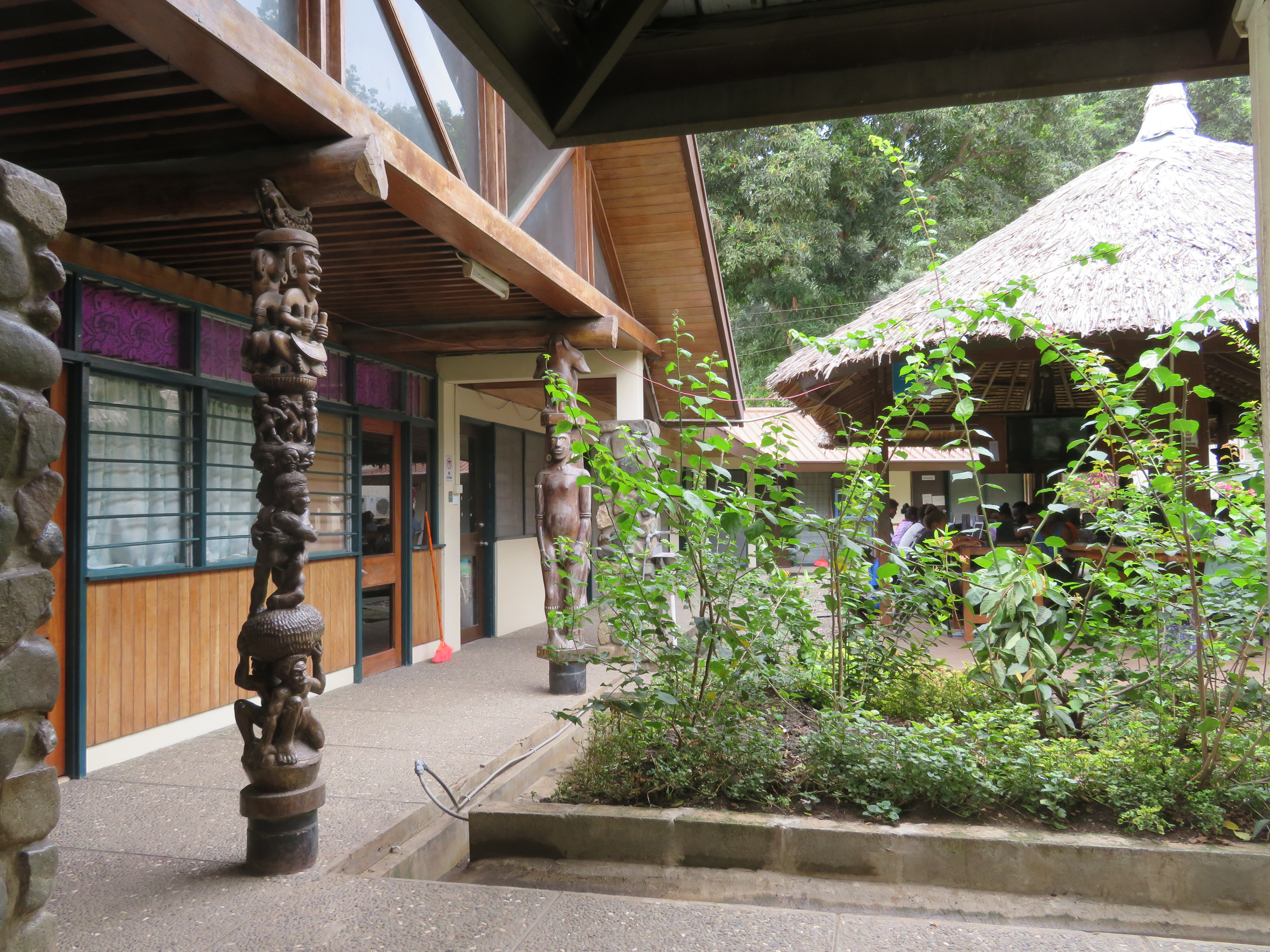
Campus in Honiara, Salomonen